# TT30
La tombe thébaine TT 30 est située à Cheikh Abd el-Gournah, dans la nécropole thébaine, sur la rive ouest du Nil, face à Louxor en Égypte.
C'est la sépulture de Khonsoumosé, scribe du trésor d'Amon durant la période ramesside. Sa femme, Hénoutenkhounet, est mentionnée dans la tombe.